# Valdenice do Nascimento
Valdenice Conceição do Nascimento (Itacaré, 16 de outubro de 1989) é uma atleta brasileira especializada em canoagem de velocidade. Ela é conhecida por ser uma pioneira na modalidade de canoagem de velocidade no Brasil, especialmente na categoria C1 200 metros.

## Infância e Juventude
Valdenice Conceição do Nascimento nasceu no quilombo Porto de Trás, bairro da cidade de Itacaré, no interior da Bahia.

## Carreira
Valdenice conquistou uma medalha de bronze no Campeonato Mundial de Canoagem em 2014. Em 2015, ela também ganhou uma medalha de bronze nos Jogos Pan-Americanos de 2015 na categoria C1 200m.
Nas Olimpíadas de Paris 2024, Valdenice avançou para as semifinais na categoria C1 200 metros. 